# Klinička psihologija
Klinička psihologija je disciplina unutar primijenjene psihologije, te jedna od glavnih zdravstvenih djelatnosti u Hrvatskoj, koja se bavi evaluacijom individualnih sposobnosti i crta ličnosti, s naročitim naglaskom na patološke reakcije, odnosno ponašanje koje se smatra aberantnim, ili je posljedica neke bolesti. 
Klinička psihologija najveće je područje unutar cjelokupne psihologije, a uključuje šest glavnih djelatnosti: procjenjivanje, dijagnostiku, tretman, istraživanje, poučavanje, savjetovanje, terapiju, edukaciju i upravljanje.
U svom radu klinički psiholozi se koriste velikim brojem tehnika, u prvom redu kliničkim intervjuom, te psihološkim testovima sposobnosti i upitnicima ličnosti.
Zadaci kliničke psihologije:
- psihodijagnostika - razvijanje i primjena: sustava za deskripciju, te kategorijalnu i dimenzionalnu klasifikaciju psihičkih poremećaja; tehnika za opažanje i procjenjivanje ličnosti; psihodijagnostičkih instrumenata.
- psihopatologija - istraživanje psihičkih poremećaja, posebno njihove etiologije (uzroka) i patogeneze (razvoja), te provođenje preventivnih mjera.
- psihološki tretmani - niz tehnika kojima se nastoji ukloniti ili ublažiti poremećaj, te se nastoje unaprijediti potencijali pojedinca s ciljem poboljšanja kvalitete života.

Obrazovanje:
Klinički psiholozi obrazuju se na različite načine u različitim državama. U SAD-u, UK, Australiji, i Kanadi klinički psiholozi su doktori kliničke psihologe (D.Psy.Clin) ili doktori psiholoških znanosti u području kliničke psihologe (Phd.in Clin.Psy.). Biti doktor kliničke psihologije, nije isto što i doktor psiholoških znanosti (titula koja se može steči i u Hrvatskoj). Doktor psiholoških znanosti (Phd) je bilo koja osoba koja je završila znanstveno-istraživački doktorat iz psihologije koji priprema kandidate za istraživanja i akademsku karijeru, ali nema osvrta na praktičnu primjenu. Doktor kliničke psihologe je stručna titula, koja se dodjeljuje nakon profesionalnog doktorata. Usporedbe radi, u Hrvatskoj postoje samo tri profesionalna doktorata: doktor opće medicine, doktor dentalne medicine, i doktor veterinarske medicine.  
U zapadnim državama, klinički psiholozi obično završavaju preddiplomske studije psihologije u trajanju 4 godine. Nakon toga obrazuju se na profesionalnom doktoratu koji obično traje 5 godina. Završavanjem tog doktorata klinički psiholozi mogu samostalno postavljati dijagnoze psihičkih poremećaja. U SAD-u čak u nekim saveznim državama mogu i propisivati lijekove. Pokret za propisivanjem lijekova od strane doktora kliničke psihologe koji su završili dodatnu specijalizaciju iz kliničke psihofarmakologije trenutno su zatražili: Kanadsko psihološko društvo, Britansko psihološko društvo, Australsko psihološko društvo, i Novozelandsko psihološko društvo, u koordinaciji za različitim medicinskim, zdravstvenim i farmaceutskim agencijama, ministarstvima i nadzornim tijelima. U Hrvatskoj se klinički psiholog postaje, ili završavanjem poslijediplomskog specijalističkog studija kliničke psihologe, ili stjecanjem uvjeta za priznavanje statusa kliničkog psihologa Hrvatske psihološke komore. S obzirom na kompleksnost i obim obrazovanja, specijaliste kliničke psihologije nisu ekvivalent doktorima kliničke psihologije, s obzirom na to da specijalizacije iz kliničke psihologije u Hrvatskoj nema plan i program kliničkog rada s pacijentima, niti obim ekspertize psihopatologije dovoljan za samostalno prepoznavanje i dijagnosticiranje psihičkih poremećaja, niti je Hrvatska psihološka komora (u usporedbi sa zapadnim komorama) tražila mogućnost izmjena zakona kako bi i psiholozi mogli samostalno postavljati dijagnoze iz područja psihičkih poremećaja (kao npr. logopedi).  

## Vanjske poveznice
- Testovi ličnosti online